# Vimarcé
Vimarcé är en kommun i departementet Mayenne i regionen Pays de la Loire i nordvästra Frankrike. Kommunen ligger i kantonen Évron som tillhör arrondissementet Laval. År 2018 hade Vimarcé 234 invånare.

## Befolkningsutveckling
Antalet invånare i kommunen Vimarcé
| Referens: INSEE |